# Kirchenkarbahn II
Die Kirchenkarbahn II ist eine Einseilumlaufbahn (10-MGD, Gondelbahn) in Hochgurgl im österreichischen Bundesland Tirol.
Die Anlage befindet sich im Besitz der Liftgesellschaft Hochgurgl in Tirol und ist die Fortsetzung der Kirchenkarbahn I.

## Technische Daten
Die Seilbahnanlage wurde 2018 von Doppelmayr/Garaventa erbaut und kann je zehn Personen / Kabine transportieren. Bis zum Bau dieser Seilbahnanlage war das Kirchenkargebiet nur mit Schleppliften erschlossen.
- Seilhöhe in der Talstation: 2629 m
- Seilhöhe in der Bergstation: 2839 m
- Höhenunterschied: 210 m
- Streckenlänge: 518 m
- Mittlere Neigung: 44,15 %
- Anzahl der Stützen: 3
- Antriebsstation: Talstation (elektrisch)
- Elektrische Steuerung von: Frey
- Antriebsleistung (Anfahren): 377 kW
- Antriebsleistung (Betrieb): 314 kW
- Durchmesser Förderseil: 50 mm (Fatzer)
- Fahrbetriebsmittel (Kabinen): 17 (CWA Omega IV-10 SI D mit Sitzheizung)
- Fassungsvermögen Fahrbetriebsmittel: 10 Personen
- Höchstfahrgeschwindigkeit 6 m/s
- Fahrzeit: 1,56 Minuten
- größte Förderleistung je Stunde und Richtung: 2440 Personen.
- Fahrtrichtung: gegen den Uhrzeigersinn

Die Seilbahn ist Teil des Liftverbunds Obergurgl-Hochgurgl und nur im Winter in Betrieb. Der Liftverbund Obergurgl-Hochgurgl erstreckt sich von etwa 1800 bis 3080 m Seehöhe, hat 25 Liftanlagen und 110 Pistenkilometer aufzuweisen. Die Gesamtförderkapazität soll bei 40.500 Personen pro Stunde liegen.